# Elecciones parlamentarias de Venezuela de 1963
Las elecciones parlamentarias de Venezuela de 1963 se realizaron el 1 de diciembre del mencionado año, junto con las elecciones presidenciales, para renovar el Congreso de la República de Venezuela, siendo la primera vez que un Congreso democráticamente electo finalizaba su legislatura con éxito. Al igual que en las presidenciales, Acción Democrática obtuvo una estrecha victoria pero perdió la mayoría absoluta en la Cámara de Diputados, ocupando 66 de las 179 bancas. El partido socialcristiano Copei obtuvo el segundo lugar con el 20.82% de los votos y 39 escaños, desplazando del papel de principal opositor a la Unión Republicana Democrática, que obtuvo el 17.38% de los votos y 29 diputados. En el Senado, AD también perdió por dos escaños la mayoría legislativa, pero siguió siendo la fuerza política con más bancas.

## Resultados
| Partidos                                    | Votos     | %    | Diputados | Diputados | Senadores | Senadores |
| Partidos                                    | Votos     | %    | Escaños   | +/-       | Escaños   | +/-       |
| ------------------------------------------- | --------- | ---- | --------- | --------- | --------- | --------- |
| Acción Democrática                          | 936 124   | 32.7 | 66        | -7        | 22        | -10       |
| Copei                                       | 595 697   | 20.8 | 39        | +19       | 8         | +2        |
| Unión Republicana Democrática               | 497 454   | 17.4 | 29        | -5        | 7         | -4        |
| Independientes pro-Frente Nacional          | 381 600   | 13.3 | 22        | Nuevo     | 5         | Nuevo     |
| Fuerza Democrática Popular                  | 274 096   | 9.6  | 16        | Nuevo     | 4         | Nuevo     |
| Acción Democrática - Oposición              | 93 494    | 3.3  | 5         | Nuevo     | 1         | Nuevo     |
| Partido Socialista de Venezuela             | 24 670    | 0.9  | 1         | +1        | 0         | 0         |
| Movimiento Electoral Nacional Independiente | 18 510    | 0.6  | 1         | +1        | 0         | 0         |
| Movimiento Acción Nacional                  | 15 746    | 0.6  | 0         | Nuevo     | 0         | Nuevo     |
| Partido Nacional Auténtico                  | 14 555    | 0.5  | 0         | Nuevo     | 0         | Nuevo     |
| Grupo Electoral de la Cruzada Popular       | 4230      | 0.1  | 0         | Nuevo     | 0         | Nuevo     |
| Votos en blanco/anulados                    | 197 708   | –    | –         | –         | –         | –         |
| Total                                       | 3 059 434 | 100  | 179       | +47       | 47        | -4        |
| Fuente: Nohlen                              |           |      |           |           |           |           |